# Француски покрет отпора
Француски покрет отпора (фр. Résistance) дејствовао је против немачке окупације и колаборационистичке француске владе током Другог светског рата.
Француски покрет отпора је био подређен одбору Слободне Француске у Лондону, и под управом Шарла де Гола и француској влади у егзилу. Чланови овога покрета организовали су помоћ ратним заробљеницима, пропаганду, саботаже и субверзије као и војне активности у прилог савезничких држава.
Организација покрета отпора почела је готово одмах пошто је маршал Филип Петен 1940. потписао примирје са нацистичком Немачком.

## Акције отпора
Године 1940. започели су у Паризу први студентски протести против немачке окупације, и Вишијевске владе, која је основана као орган сарадње с немачком владом на челу с маршалом Филипом Петеном.
Голисти су 1942. у Лондону с члановима покрета отпора ускладили координацију активности против растуће немачке и државне репресије. До јачања организација дошло је након уједињења политичких снага отпора: Делегат де Гола Жан Мулен који је био способан организатор, именован је председником покрета отпора.